# Зелене (Берестинський район)
Зелене (до 2016 — Чапа́євка) — село в Україні, у Берестинському районі Харківської області. Населення становить 92 осіб. Орган місцевого самоврядування — Тавежнянська сільська рада.
Після ліквідації Сахновщинського району 19 липня 2020 року село увійшло до Красноградського (Берестинського) району.

## Географія
Село Зелене розміщене на лівому березі річки Вошива, вище за течією на відстані 2,5 км розташоване село Огіївка. За 2 км розташоване село Тернуватка. По селу протікає пересихає струмок з загатами.

## Історія
1929 — дата заснування. Первісна назва Чапаєвка була на честь більшовицького військового командира часів Громадянської війни Василя Чапаєва.
2016 — село було внесено до переліку населених пунктів, які потрібно було перейменувати згідно із законом «Про засудження комуністичного та націонал-соціалістичного (нацистського) тоталітарних режимів в Україні та заборону пропаганди їхньої символіки», через що село було перейменоване на Зелене.

## Економіка
- Свино-товарна ферма.